# 学府街道 (佳木斯市)
学府街道是中华人民共和国黑龙江省佳木斯市向阳区下辖的一个街道办事处。

## 行政区划
学府街道下辖以下村级行政区划单位：
中南社区、宏胜社区、水利社区。